# Agostino Pipia
Agostino Pipia, né le 1er octobre 1660 à Seneghe en Sardaigne, et mort le 19 février 1730 à Rome, est un cardinal italien des XVIIe et XVIIIe siècles. Il est membre de l'ordre des Dominicains.

## Biographie
Agostino Pipia exerce diverses fonctions au sein de la Curie romaine et est maître de son ordre. Il est nommé évêque d'Osimo en 1724.
Le pape Benoît XIII le crée cardinal lors du consistoire du 20 décembre 1724. Il renonce après l'unification des diocèses d'Osimo et de Cingoli en 1725.

### Sources
- Fiche du cardinal Agostino Pipia sur le site fiu.edu